# Народно читалище „Христо Ботев – 1931“
Народно читалище „Христо Ботев – 1931„ се намира в село Найден Герово, област Пловдив.

## История
Читалището е основано през януари 1931 г. Инициатори са главния учител Анастас Коюмджиев и началната учителка Мара Пачеджиева. Едни от първите основатели са братя Стоян и Христос Бързакови, Недельо Иванов Яков, Марин и Никола Илиеви, Георги Нанков Кацаров, Дойчо Бодуров, Иван Скачков, Трифон Н. Чимски и др. На учредителното събрание Марин Илиев предлага читалището да се казва „Христо Ботев„ през зимата и пролетта на 1931 г. повече дейност не се развива. През есента на 1931 г. под ръководството на Недельо Яков се започва истинската дейност на читалището с четене на интересни книги. А по късно и с изнасянето на пиеси в съседните села. Със събраните средства се закупуват шкаф и нови книги. През 1932 – 1933 г. по инициатива на читалищното ръководството и с помощта на областния читалищен съвет и населението е построена читалищната сграда, която става средище за разпространение на прогресивните идеи сред населението. Читалищната сграда е построена от майстор на име Кольо от Елешница. Първият библиотекар е Марин Илиев, а председател Стоян Бързаков. Председатели на читалището са били Боян Илиев, Стоян Ангелов, Никола Христев, Върбинка Ячкова. Преди години е имало много добра самодейност, имало е танцов състав с ръководител Васил Кравенов, група за фолклорни народни песни, група за рецитал.
Към 2020 г. към читалището има само коледарска група и основната дейност на читалището е библиотечната, а председател е Радка Кацарска.